# Sztrigyszacsal
Sztrigyszacsal románul: Strei-Săcel, település Romániában, Erdélyben, Hunyad megyében.

## Fekvése
Pusztakalántól északkeletrwe, a Sztrigy jobb partján fekvő település.

## Története
Sztrigyszacsal, Szacsal nevét 1392-ben említette először oklevél p. Kysfalu néven.
1440-ben p. Szachal (!), 1472-ben Zanchal, 1493-ban p. Zachal,  1733-ban Szetsel, 1750-ben Szecsel, 1805-ben Sztrigy Szacsal, 1808-ban Szacsal (Sztrigy-), 1913-ban Sztrigyszacsal néven írták.
1511-ben több birtokosa is volt, így a Szentgyörgyi, Szálláspataki, N. Ungor, D. Árka, Vingárti Geréb, Bélai, Folti, Czobor és más családok voltak birtokosai.
A trianoni békeszerződés előtt Hunyad vármegye Hátszegi járásához tartozott.
1910-ben 329 lakosából 6 magyar, 323 román volt. Ebből 323 görögkeleti ortodox, 6 izraelita volt.

## Források

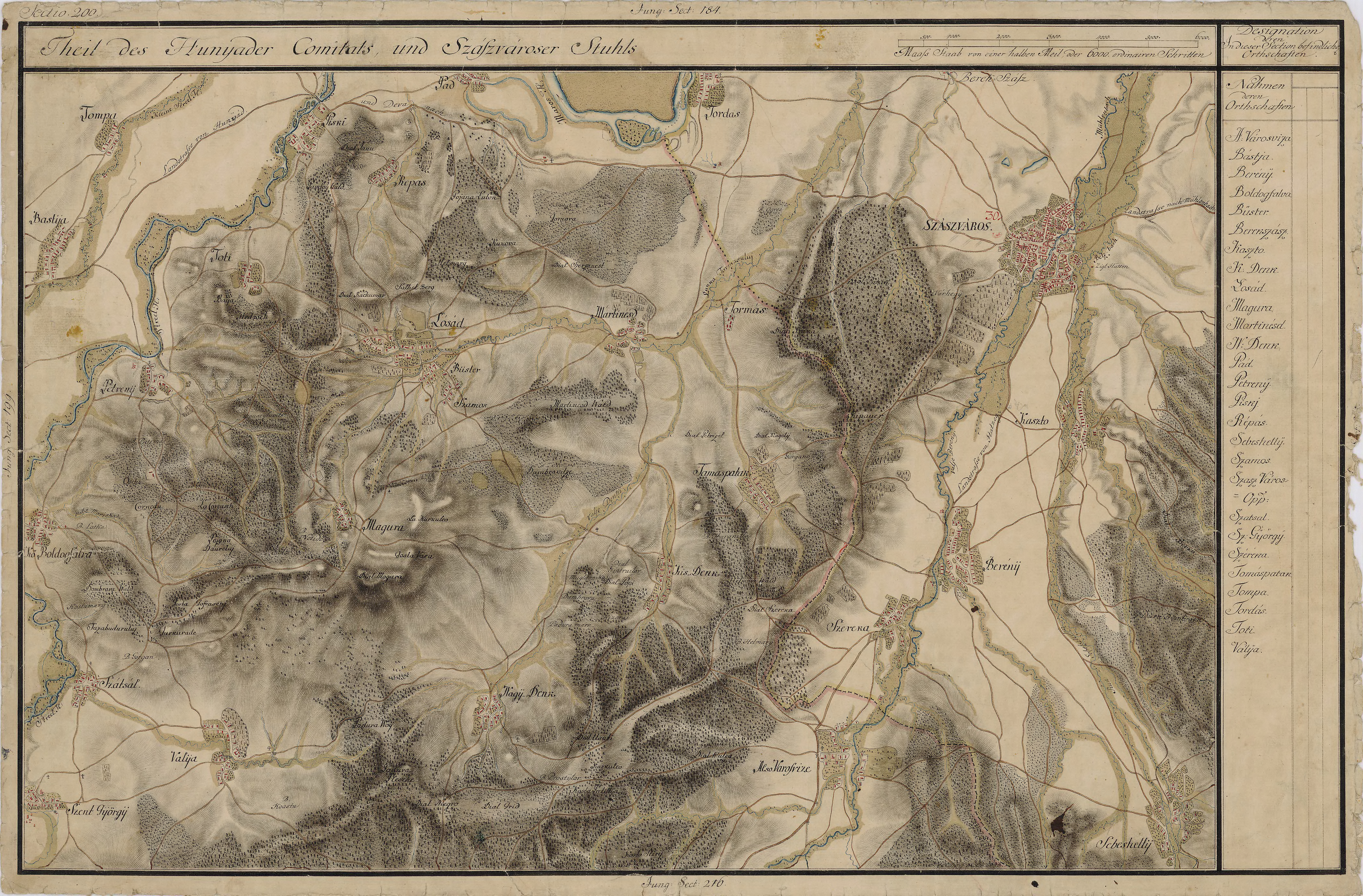
Sztrigyszacsal egy régi térképen